# Epirhyssa kerrichi
Epirhyssa kerrichi là một loài tò vò trong họ Ichneumonidae.